# Lygosoma quadrupes
Lygosoma quadrupes är en ödleart som beskrevs av  Linnaeus 1766. Lygosoma quadrupes ingår i släktet Lygosoma och familjen skinkar. Inga underarter finns listade i Catalogue of Life.